# Hesperantha coccinea
Хесперанта червона, Річкова лілія (Hesperantha coccinea) — вид рослини родини півникові.

## Назва
В англійській мові має назву «кафірська лілія» (англ. kaffir lily), «малиновий прапор» (англ. crimson flag).

## Будова
Вічно-зелена рослина з підземними ризомами. Мечеподібне листя з помітним центральним ребром завдовжки 40 см. Квіти на високій квітконіжці досягають висоти 60-90 см. Рясно квітне восени під час сезону дощів. Запилюється метеликами та мухами.

## Поширення та середовище існування
Зростає вздовж річок, у заливних луках у бантустані Транскей, Південня Африка.

## Галерея

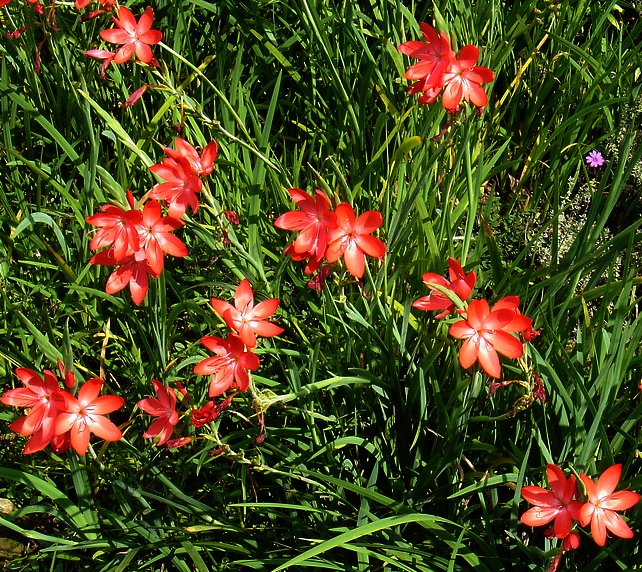
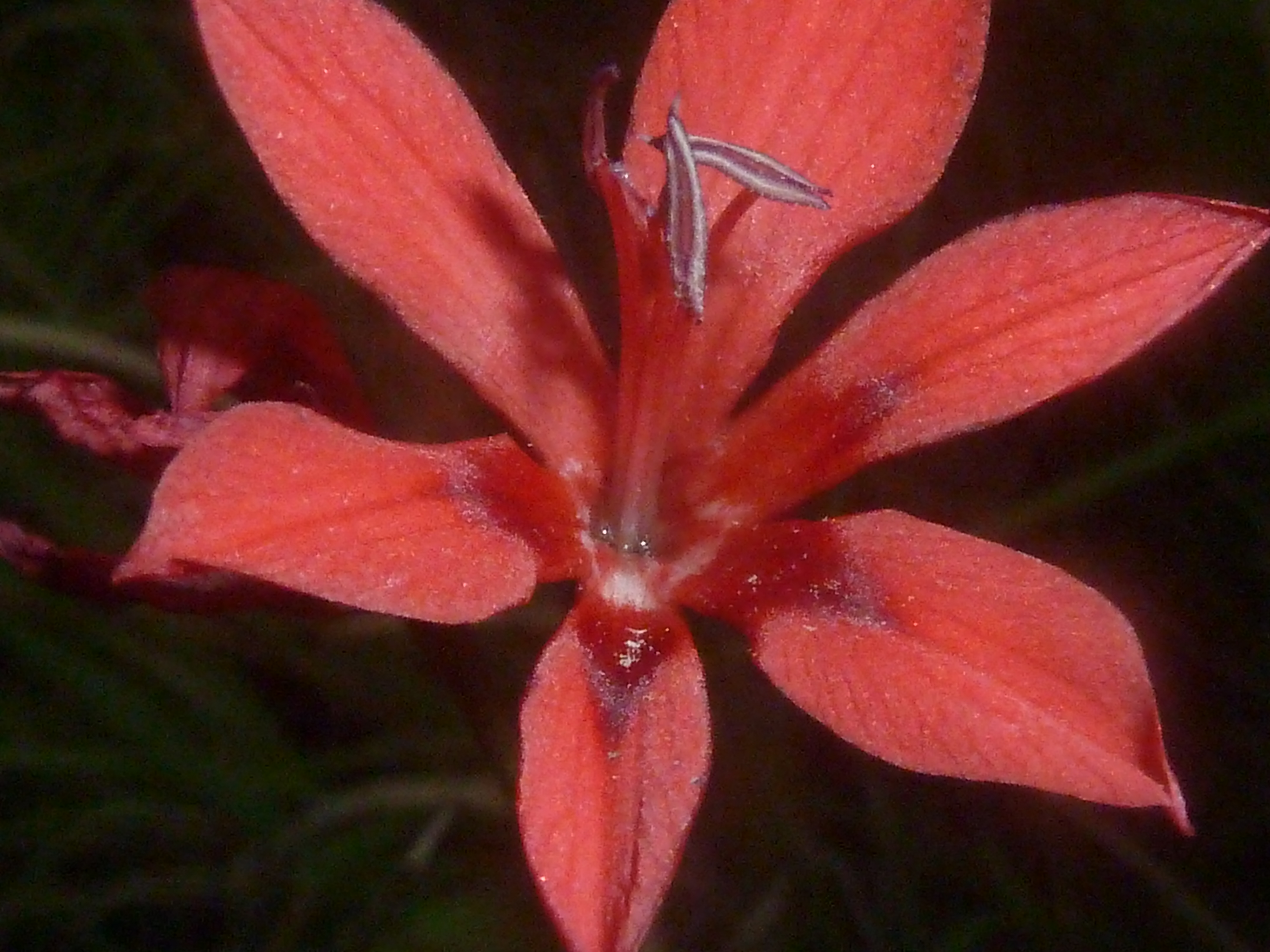
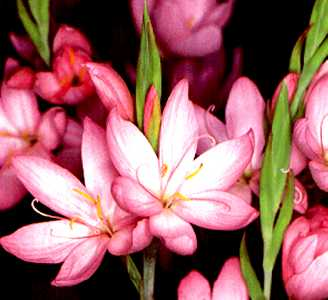

## Практичне використання
Вирощується як декоративна.